# ドコモ・クラウド基盤
ドコモ・クラウド基盤は、NTTドコモにより提供されているクラウドコンピューティングサービス。

## 概要
仮想マシンインスタンス、仮想ネットワーク、仮想ストレージなどの機能を利用できる。一般的なIaaSサービスに対して、ドコモのモバイル閉域サービスや専用線などと組み合わせた閉域システムを、安価に構築することができる。

## 特徴
ドコモ・クラウド基盤に構築した仮想サーバは、インターネットから接続する一般的な利用方法だけでなく、ドコモのモバイル閉域サービスと組み合わせて、閉域システムとして接続する利用方法がある。インターネットVPN等と異なり、モバイル端末とサーバ間の通信を、物理的にインターネットを経由しない経路で構成できることから、より高セキュリティのシステムを構築することができる。
また、サービスはシンプルな月額単位の料金体系で提供されており、予算の決まったプロジェクトでも計画的に利用することができる。利用期間の制限は無く、短期間の利用も可能である。初回利用時には、無料トライアルも提供されている。

## 機能一覧

### インスタンス
クラウド上に構築する仮想サーバ

### ボリューム
外部ストレージ及びインスタンスのルートディスクとして利用可能なストレージ

### スナップショット
ある時点の仮想サーバ状態のバックアップを取得する機能

### オブジェクトストア
自動で3筐体冗長となる、耐障害性の強いストレージ 　
- ファイル単位でアクセスするファイルサーバ機能
- インスタンスのスナップショット保存領域

### ネットワーク機能
クラウドを安心・便利に利用するための各種機能 　
- ユーザ独自に設定可能なプライベートネットワーク
- Floating IP(グローバルIPアドレス)
- IPアドレス、ポート単位のアクセス制御機能

### 外部接続サービス
インターネットを介さない閉域システムを簡単・安価に実現するオプションサービス
- アクセスプレミアムLTEとの連携
- ドコモの固定VPNサービスとの連携